# Digão
Rodrigo Izecson dos Santos Leite, meglio noto come Digão (Brasilia, 14 ottobre 1985), è un ex calciatore brasiliano, di ruolo difensore.

## Biografia
È il fratello minore di Kaká, vincitore del Pallone d'oro e del FIFA World Player of the Year nel 2007.

## Carriera
La famiglia di Digão viveva a Brasilia, ma si trasferì nello Stato di San Paolo quando lui era ancora bambino. Sia lui sia Kaká, suo fratello maggiore di tre anni, iniziarono a giocare nelle giovanili del San Paolo. Oltre alla differenza d'età, vi erano anche altre differenze: Digão era più alto (1,94 m contro 1,86 m di Kaká), il che contribuì alla formazione del soprannome in forma accrescitiva, giocava in difesa e, a differenza del fratello, era mancino.
Digão si mise in evidenza partecipando alla Copa São Paulo de Futebol Júnior del 2003 con la formazione juniores del San Paolo. Rimase al club fino al 2004, quando fu acquistato dal Milan, nello stesso anno in cui il fratello Kaká, già protagonista con il San Paolo dal 2001, si trasferì alla squadra italiana. Tuttavia, a causa del limite di giocatori extracomunitari non superabile dalle squadre italiane, Digão fu subito girato in prestito.
Dopo un passaggio alla Sampdoria, tornò al Milan dove fu inserito nel settore giovanile.
Non trovando spazio in prima squadra, nel luglio 2005 fu nuovamente ceduto in prestito, questa volta al Rimini in Serie B. Nella stagione 2005-2006 fu impiegato dall'allenatore Leonardo Acori in sei partite di campionato e una di Coppa Italia. Confermato anche per l'annata successiva, trovò maggiore continuità, totalizzando 17 presenze, talvolta da titolare nel ruolo di difensore centrale. Tuttavia, il 24 febbraio 2007, durante il pareggio interno contro il Bologna, riportò la rottura del legamento crociato anteriore del ginocchio sinistro, venendo successivamente operato in Brasile nel marzo seguente per la ricostruzione del legamento.
Nel frattempo, Kaká raggiungeva l'apice della carriera al Milan, squadra alla quale anche Digão fece ritorno nel 2007. Rientrato al Milan, in una delle poche occasioni in cui fu impiegato (all'esordio ufficiale contro il Catania in Coppa Italia) commise errori sui due gol avversari nella sconfitta per 2-1, che costò l'eliminazione ai rossoneri. In totale con la maglia del Milan collezionò soltanto due presenze ufficiali: una in Coppa Italia e una in Serie A contro la Lazio.
Durante l'estate 2008 fu ceduto in prestito allo Standard Liegi, in Belgio, ma un grave infortunio ai legamenti del ginocchio lo costrinse a disputare appena due minuti in tutta la stagione 2008-2009.
Nel 2009-2010 fu nuovamente prestato a club di Serie B: prima al Lecce, dove trovò poco spazio, collezionando due presenze in cinque mesi, e poi al Crotone. Con i calabresi non scese mai in campo, ma il Milan — che ne deteneva ancora il cartellino — lo cedette ai portoghesi del Penafiel. Il 10 novembre 2010 segnò un gol nella Coppa di Portogallo, durante la partita persa 3-1 con il Vitória Setúbal. A fine stagione, la squadra lusitana scelse di non riscattarlo a titolo definitivo. Nell'estate 2011 rescisse infine il contratto con il Milan.
Nel settembre 2012 si trasferì negli Stati Uniti, firmando con i New York Red Bulls. Dopo una sola presenza con la squadra, nel luglio 2013 si ritirò dal calcio ad appena 27 anni.

## Statistiche

### Presenze e reti nei club
Statistiche aggiornate al 19 luglio 2013.
| Stagione                  | Squadra                   | Campionato                | Campionato | Campionato | Coppe nazionali | Coppe nazionali | Coppe nazionali | Totale | Totale |
| Stagione                  | Squadra                   | Comp                      | Pres       | Reti       | Comp            | Pres            | Reti            | Pres   | Reti   |
| ------------------------- | ------------------------- | ------------------------- | ---------- | ---------- | --------------- | --------------- | --------------- | ------ | ------ |
| 2005-2006                 | Rimini                    | B                         | 6          | 0          | CI              | 1               | 0               | 7      | 0      |
| 2006-2007                 | Rimini                    | B                         | 17         | 0          | CI              | 1               | 0               | 18     | 0      |
| Totale Rimini             | Totale Rimini             | Totale Rimini             | 23         | 0          |                 | 2               | 0               | 25     | 0      |
| 2007-2008                 | Milan                     | A                         | 1          | 0          | CI              | 2               | 0               | 3      | 0      |
| 2008-2009                 | Standard Liegi            | PL                        | 1          | 0          | CB              | 0               | 0               | 1      | 0      |
| 2009-feb. 2010            | Lecce                     | B                         | 2          | 0          | CI              | 0               | 0               | 2      | 0      |
| feb.-giu. 2010            | Crotone                   | B                         | 0          | 0          | -               | -               | -               | 0      | 0      |
| 2010-2011                 | Penafiel                  | LdH                       | 10         | 0          | CP+CdL          | 1+2             | 0+1             | 13     | 1      |
| set.-dic. 2012            | New York Red Bulls        | MLS                       | 0+1        | 0          | -               | -               | -               | 1      | 0      |
| gen.-lug. 2013            | New York Red Bulls        | MLS                       | 0          | 0          | USOC            | 0               | 0               | 0      | 0      |
| Totale New York Red Bulls | Totale New York Red Bulls | Totale New York Red Bulls | 0+1        | 0          |                 | 0               | 0               | 1      | 0      |
| Totale carriera           | Totale carriera           | Totale carriera           | 38         | 0          |                 | 7               | 1               | 45     | 1      |

## Palmarès

### Club

#### Competizioni nazionali
- Campionato belga: 1

Standard Liegi: 2008-2009